# حصار (أوجان الغربي)
حصار (بالفارسية: حصار) هي منطقة سكنية تقع في إيران في قسم أوجان الغربي الريفي. يقدر عدد سكانها بـ 139 نسمة .